# Maison Godin
La maison Godin est une maison classée située dans le centre historique de la ville de Verviers en Belgique (province de Liège).

## Localisation
Cette maison est située au no 80 de la rue des Raines, une voie de la partie basse et du centre de Verviers. Cette rue est riche en demeures anciennes. La maison Lambrette se trouve à proximité.

## Historique
La demeure a été construite au début du XIXe siècle par la famille Godin à l'emplacement d'une propriété que possédait la famille Laurenty au XVIIIe siècle. Parmi les nombreux autres immeubles classés de la rue, la maison Godin est l'une des plus récentes.

## Description
La façade possède quatre travées et trois niveaux (deux étages). Le soubassement est réalisé en pierre calcaire et le reste de la façade est en brique. La porte d'entrée à double battant et baie d'imposte se trouve sur la troisième travée. Les encadrements des baies se caractérisent par l'emploi de carrés et de rectangles de pierre de taille aux linteaux et aux allèges. Les extrémités de la façade sont bordées de pilastres à refends. Les niveaux sont délimités par un bandeau mouluré en pierre calcaire.